# سينة سر
سينة سر (بالإنجليزية: Sineh Sar)‏ هي مستوطنة تقع في قسم اجارود الشرقي الريفي في إيران. يقدر عدد سكانها بـ 72 نسمة .